# Park 700-lecia Lwowa
Park 700-lecia Lwowa – park we Lwowie, położony w dzielnicy Zamarstynów, w rejonie szewczenkowskim.
Przed 1945 północną część obecnego parku zajmowały tereny uprawne Państwowej Szkoły Ogrodniczej, pozostałą stanowiły podmokłe łąki, zarośla i niewielki las. W 1958 na terenach torfowisk położonych na lewym brzegu Pełtwi, na terenie zalewowym założono park. Początkowo w jego skład wchodził las porośnięty dębem, brzozą i olchą oraz rozległe łąki. W drugiej połowie lat 70. część łąkowa została oddzielona od reszty parku przedłużeniem ulicy 700-lecia Lwowa (dawniej Pełtewnej, obecnie alei Wjaczesława Czornowiła), które powstało na odcinku od ulicy Wjaczesława Lipinśkiego, do ulicy Warszawskiej na Hołosku. Teren ten osuszono i zabudowano. W efekcie obszar parku zmniejszył się do ok. 7 ha obejmujących las i kilka niewielkich polanek, zasklepiono również koryto Pełtwi. Obecnie obejmuje obszar ograniczony ulicami Rainisa, Zamarstynowską, Torfową i Aleją Wjaczesława Czonowiła. Od wschodu w środkową część klinem w park wchodzi zabudowa ulicy Szeremety. W 2007 jeden z radnych miasta proponował zmianę nazwy parku, jego patronem miał został Wjaczesław Czornowił, zmiana ta nie została zrealizowana. W 2014 podczas ustalania przez radę miasta programu rewaloryzacji parków w latach 2014-2017 ogłoszono, że obejmuje on również Park 700-lecia Lwowa.

## Galeria

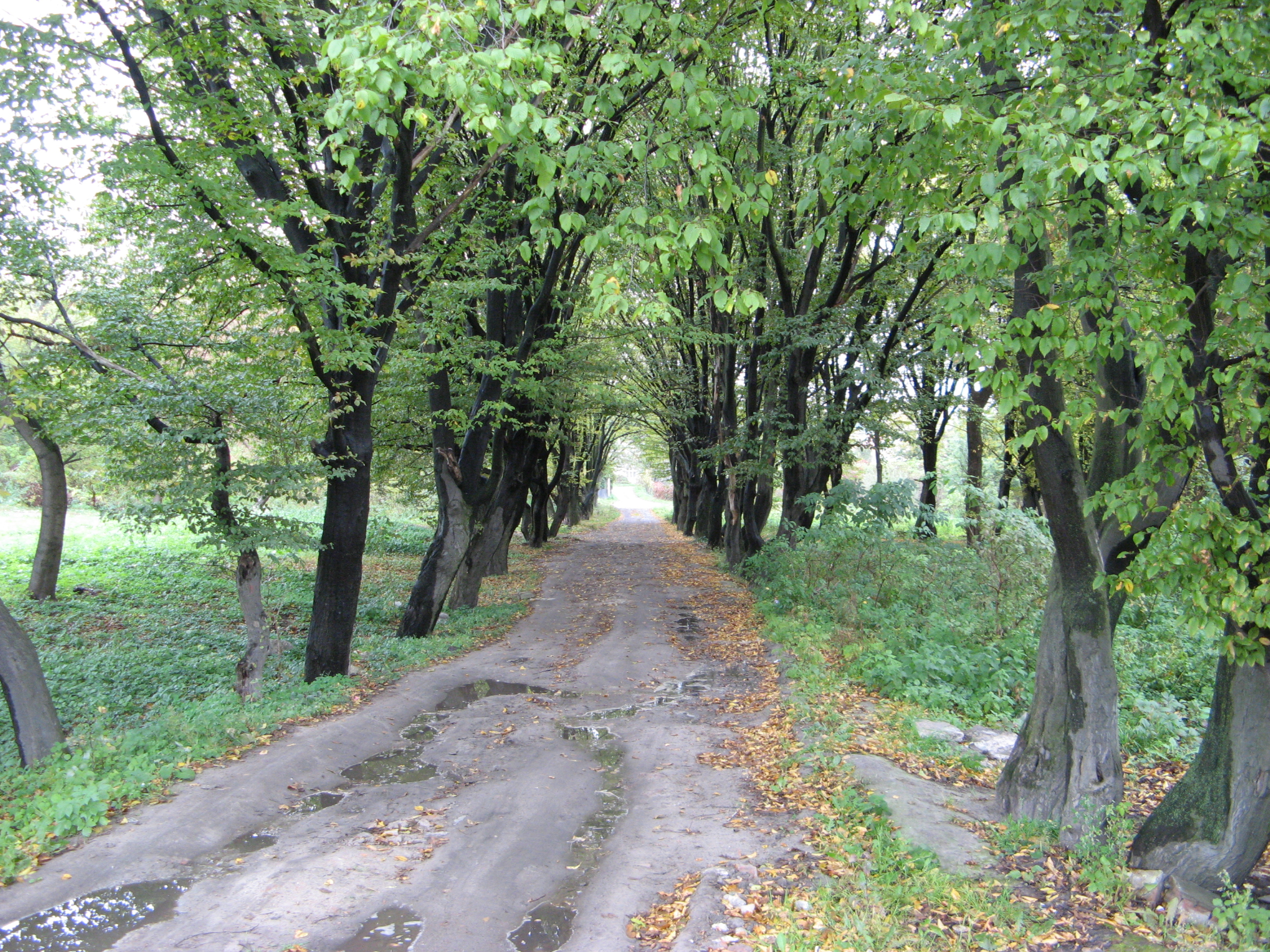
Główna aleja parku
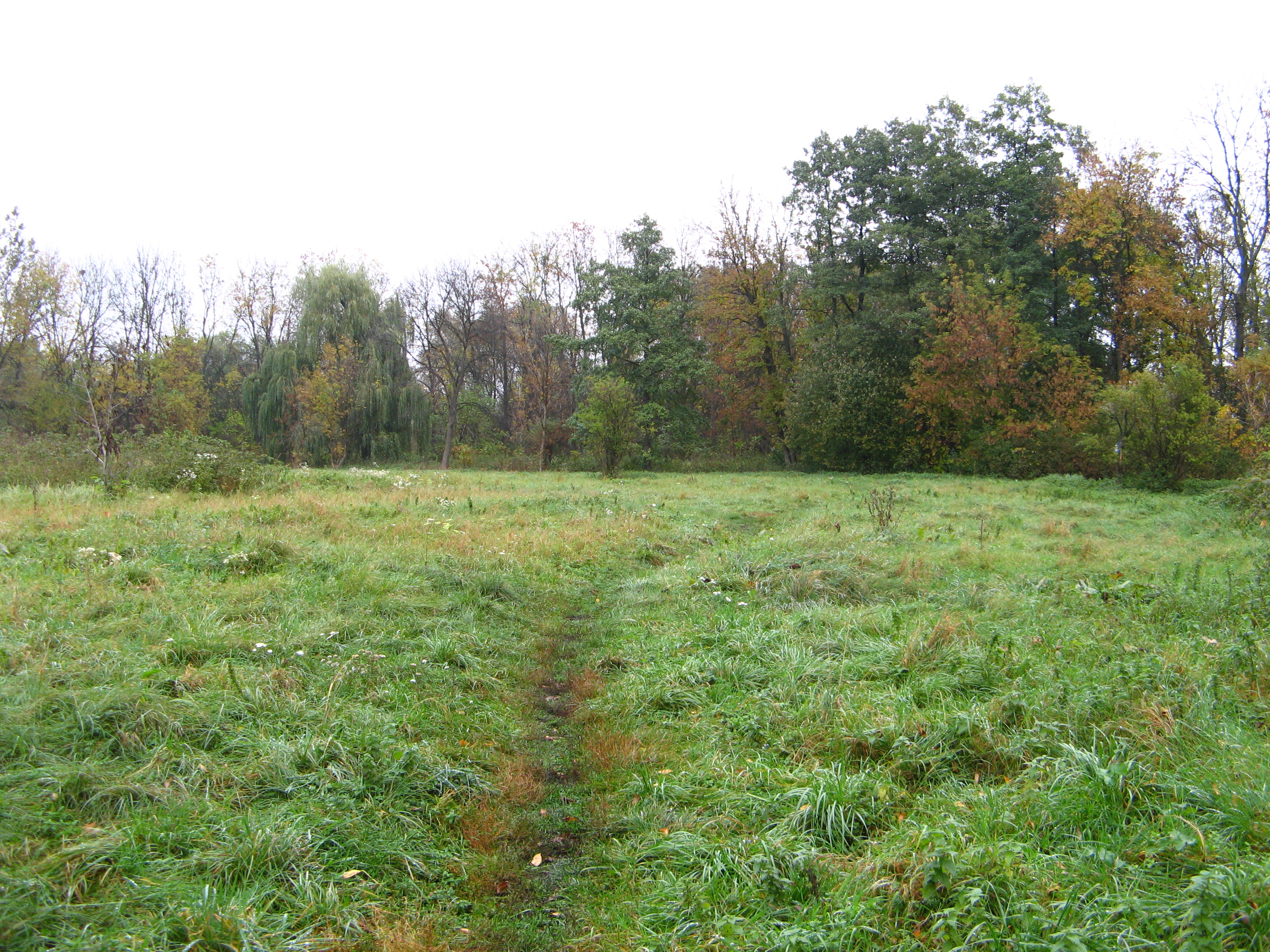
Jedna z polanek na terenie parku
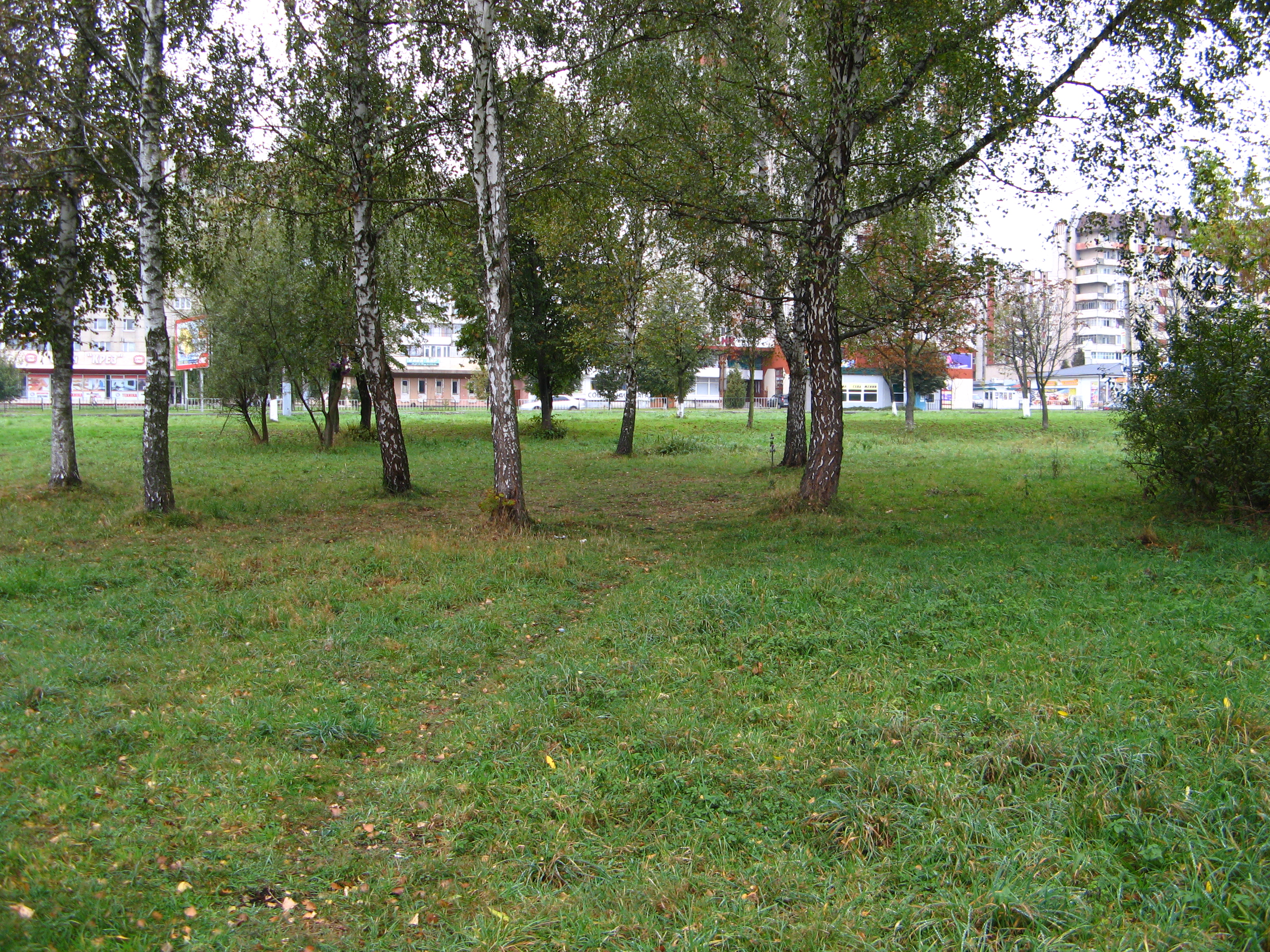
Widok z parku na zabudowę przy alei Wiaczesława Czonowoła
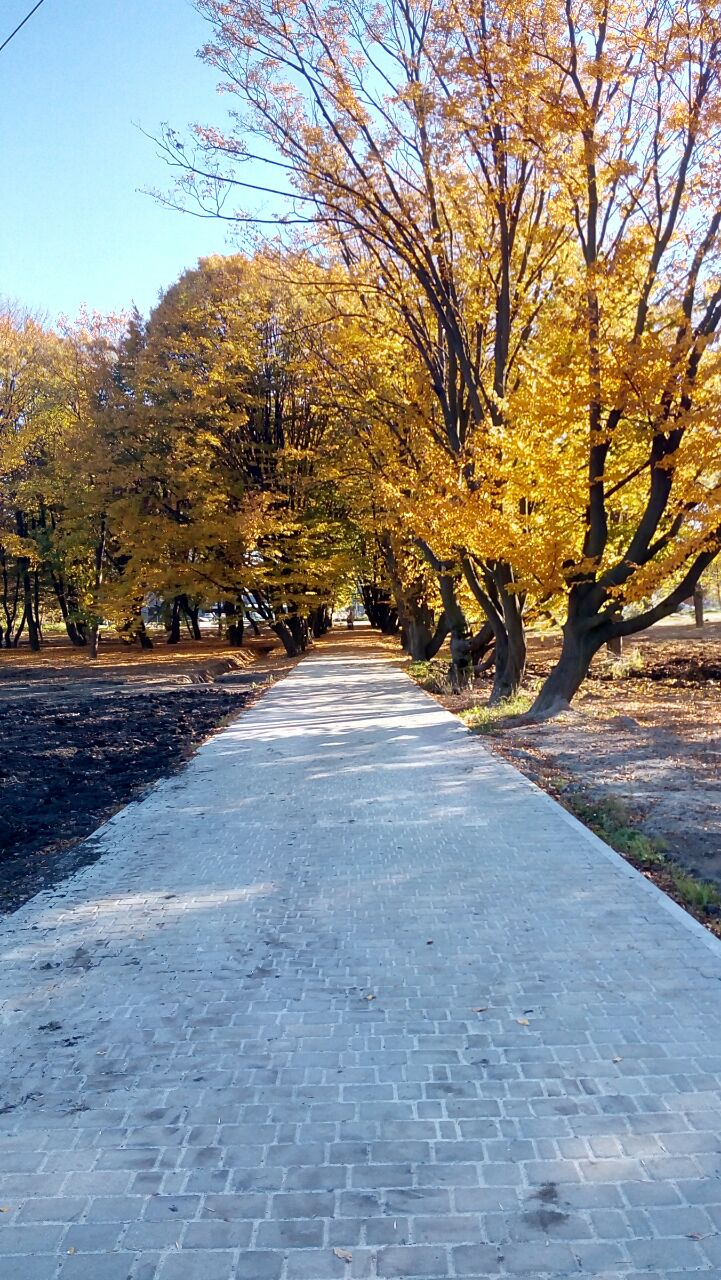
Główna aleja parku podczas rewaloryzacji w 2018